# Ceratocapsus apicatus
Ceratocapsus apicatus är en insektsart som beskrevs av Van Duzee 1921. Ceratocapsus apicatus ingår i släktet Ceratocapsus och familjen ängsskinnbaggar. Inga underarter finns listade i Catalogue of Life.